# Caloptilia verecunda
Caloptilia verecunda là một loài bướm đêm thuộc họ Gracillariidae. Nó được tìm thấy ở Namibia.